# Дзвінок (роман)
Дзвінок (яп. リング, Ringu) — роман Кодзі Судзукі, вперше опублікований в 1991 році. За мотивами роману знято низку відомих фільмів.

## Сюжет
В один і той же час помирають чотири людини. Журналіст Кадзуюкі Асакава, дядько однієї з загиблих, займається розслідуванням цієї справи. Асакава дізнається, що всі вони померли від гострої серцевої недостатності, і робить висновок, що причиною став якийсь вірус, яким вони заразилися одночасно і в одному місці. Побувавши вдома у племінниці, Асакава з'ясовує, що за тиждень до смерті вони разом їздили до туркомплексу Пасифік Ленд, і вирішує сам туди з'їздити.
Приїхавши туди і зупинившись в тому ж номері, Асакава знаходить їх запис у щоденнику про загадкову касету, яку вони подивилися. Він бере касету в управителя і дивиться. Касета справила на нього приголомшливе враження, і він дійсно починає вірити, що помре через тиждень.
Асакава робить копію касети і віддає її своєму шкільному другові Рюдзо Такаяме, і разом вони намагаються з'ясувати, хто створив цю касету, припускаючи, що це і є «магічна формула» порятунку. Випадково касету подивилися дружина і донька Асакави. Асакава і Такаяма дізнаються, що запис на касеті створений силою думки дівчини на ім'я Садако Ямамура. Вона володіла разом з матір'ю здатністю відтворювати на предметах уявні зображення. Її мати покінчила з собою, а Садако зникла. Вони приходять до висновку, що аби зруйнувати прокляття, потрібно знайти останки Садако і поховати, щоб її дух заспокоївся.
Зрозумівши, що раз касета опинилася в туркомплексі, значить і Садако там колись була, вони дізнаються, що раніше на цьому місці була лікарня. Вони знаходять лікаря, який там працював, і змушують його розповісти їм про те, як він зґвалтував і заразив віспою Садако, після чого з'ясував, що зґвалтував гермафродита, і в гніві скинув її в колодязь, над яким потім побудували котедж, де четверо загиблих і подивилися касету. Асакава і Такаяма знаходять колодязь і повертають останки Садако її рідним. У зазначений час Асакава не вмирає, і вони приходять до висновку, що були праві щодо формули порятунку.
Однак, наступного дня в належний час Такаяма гине. Його знаходить його подружка Май Такано і повідомляє про це Асакаві. Зрозумівши, що вони помилилися, і завтра його дружина і донька помруть, Асакава намагається зрозуміти, що він зробив такого, що зруйнувало прокляття. Згадавши свою гіпотезу про вірус як причину смерті, він з допомогою духа Такаями, що з'явився йому уві сні, дізнається з енциклопедії, що основна мета вірусів — розмножуватися. Асакава зробив копію касети і показав її Такаямі і цим врятував себе. Асакава розуміє, що якщо він врятує своїх рідних, то допоможе поширенню вірусу, який може знищити весь світ. Асакава вибирає сім'ю і, взявши касету, мчить на машині до своєї сім'ї.

## Центральні персонажі
- Кадзуюкі Асакава — протагоніст роману; журналіст, ведучий розслідування пригод. Він і його сім'я подивилися касету, і Асакаві потрібно за тиждень знайти формулу порятунку.
- Рюджі Такаяма — однокурсник Асакави, також подивився касету. Він веде себе як соціопат і мріє побачити кінець світу.
- Йосіно — колега Асакави, не побажав дивитися касету, але він прагне допомогти.
- Садако Ямамура — антагоніст роману; зґвалтована і убита дівчина, яка створила вбиваючий запис.

## Основа
За визнанням автора Кодзі Судзукі, його надихнув на написання роману фільм Полтергейст. Сюжет має багато спільного з легендою з японського фольклору Бантьо Сараясікі. Також в Дзвінку присутні елементи японських легенд, наприклад, Йоцуя Кайдан та історії про духів, таких як юреі та онре.

## Назва
Значення назви точно роз'яснюється в романі: персонаж Рюдзо Такаяма, філософ, висунув припущення, що всі нещастя, які відбуваються з ними в романі — це зло, що стискає навколо них свої кільця. Також про кільце йдеться в останньому реченні книги:
- У дзеркалі заднього виду відбивалося токійське небо. У ньому зловісно, немов кільця лютого апокаліптичного змія, що вирвався на волю, ворочались хмари…
Кодзі Судзукі на питання про назву відповів:
- Коли я писав Ringu, я зупинився на половині роману і зрозумів, що ще не придумав назву. Коли я подумав, що настав час дати назву, я взяв англо-японський словник, і мені на очі потрапило слово RING. У мене з'явилося відчуття, що ця назва була чимось дуже осмисленим. RING, як правило, використовується як іменник, чи не так? Але є також дієслово RING, що означає «подзвонити» або «дзвонять», типу дзвін годинника або телефонного дзвінка. Мені це сподобалося. Отже, спочатку я не використовував слово RING в значенні «кільце, коло». Але коли я дав роману цю назву, багато циркулярних речей з'явилося в сюжеті: спіраль, подвійна спіраль ДНК, петля і так далі. Я думаю це добре, що я вибрав цю назву
У сиквелі «Спіраль», розповідалося, що вірус виникає після перегляду касети у формі кільця, яке стискалося протягом тижня навколо серця, що приводить до його смерті. Якщо зробити копію касети і показати кому-небудь, кільце розпадається і носій вірусу врятований.

## Реліз
Роман було опубліковано і він побачив світ 20 червня 1991 року. Він був прихильно зустрінутий японськими критиками і здобув популярність, хоча і не став бестселером, але є й просто суперечливі думки.

## Продовження
У «Дзвінка» вийшло три продовження: «Спіраль» — продовжує події «Дзвінка»; «Петля» — має інший сюжет, але пов'язане деякими подіями попередників: «Народження» — складається з трьох оповідань, що мають місце в проміжках між подіями попередників і завершуються темою прокляття.
Один з другорядних персонажів роману Кодзі Судзукі «Прогулянка богів» — Терутака Кагеяма, згадувався у «Дзвінку» — журналіст Асакава написав про нього статтю.

## Реальні факти
Хоча сюжет і є вигаданими, в романі присутні в дійсності існуючі місця, такі як острів Ідзіосіма і вулкан Міхара.
Також такі персонажі засновані або є реальними людьми:
- Садако Ямамура — заснована на Садако Такахасі. Вона також володіла здатністю відтворювати на предметах думку. Про неї була написана книга «Clairvoyance and Thoughtography».
- Сідзуко Ямамура — заснована на Тідзуко Міфуне. Історія персонажа дуже близька з її прототипом. Після невдалої демонстрації надприродних здібностей, її звинуватили в шахрайстві, і вона покінчила з собою, випивши отруту, в 1911 році.[1]
- Хейхатіро Ікума — заснований на Томокіті Фукураї. Він представляв публіці надприродні здібності Тідзуко Міфуне, а після її смерті перейшов до Садако Такахасі.
- Ен-але-Одзуну — реальний чоловік, який жив у 600-х роках. Засновник релігії Сюгендо. Його дух наділив Сідзуко її здібностями, внаслідок цього він, імовірно, є справжнім батьком Садако.